# Sosna wydmowa
Sosna wydmowa (Pinus contorta Dougl. ex Loud.) – gatunek drzewa iglastego należący do rodziny sosnowatych (Pinaceae). Jest to sosna dwuigielna z podrodzaju Pinus wykazująca cechy pirofityczne. Występuje na zachodnim wybrzeżu Ameryki Północnej (USA, Kanada, Meksyk) oraz w niektórych rejonach środkowego zachodu USA (np. dominuje w Parku Narodowym Yellowstone). Taksony wewnątrzgatunkowe tej sosny są geograficznie rozdzielone w obrębie jej zasięgu. Nadmorskie podgatunki rosną na stanowiskach od poziomu morza do ok. 600 m n.p.m., podczas gdy formy śródlądowe spotykane są na wysokościach od ok. 400 do 3500 m n.p.m.

## Rozmieszczenie geograficzne
Sosna wydmowa występuje powszechnie na zachodzie USA i Kanady oraz w Meksyku (Kalifornia Dolna), na wysokościach 0-3500 (3900) m n.p.m. Jej zasięg rozciąga się między szerokością geograficzną północną 64° N (Jukon) a 31° N (Kalifornia Dolna) oraz między brzegiem Pacyfiku a łańcuchem górskim Black Hills w Dakocie Południowej.
Podgatunek typowy contorta występuje w stanach USA: Alaska, Waszyngton, Oregon, północno-zachodnia Kalifornia oraz w kanadyjskiej prowincji Kolumbia Brytyjska. Porasta wybrzeża Pacyfiku, spotykany na wysokościach 0–600 m n.p.m. Odmiana bolanderi tego podgatunku występuje tylko na wybrzeżach Kalifornii.
Podgatunek latifolia występuje w Górach Skalistych i obszarach podgórskich na terenie stanów USA: Alaska (śladowo), wschodni Waszyngton, północno-wschodni Oregon, Idaho, Montana, Dakota Południowa, Kolorado i Utah oraz w prowincjach kanadyjskich: południowo-zachodnie Terytoria Północno-Zachodnie, Jukon, Kolumbia Brytyjska, Alberta, Saskatchewan.
Podgatunek murrayana występuje w górach Sierra Nevada, Górach Kaskadowych i Klamath Mountains (Waszyngton, Kalifornia, Oregon) oraz w meksykańskim stanie Kalifornia Dolna. Spotykany w górskich lasach na wysokościach 400–3500 m n.p.m. (od 490 do 3660 m n.p.m.).
Pierwsze próby introdukcji tego gatunku do Europy miały miejsce w 1831 roku, ale nie dały efektu. Powodzeniem zakończyła się powtórna introdukcja w Wielkiej Brytanii, przeprowadzona w latach 50. XIX wieku (podgatunek latifolia w 1855, podgatunek murrayana w 1853). Sosna ta rozpowszechniona została w krajach północnej i środkowej Europy (Skandynawia, Wielka Brytania, Niemcy) zwłaszcza od przełomu lat 20. i 30. XX wieku. Na współczesnych ziemiach polskich najstarsze nasadzenia tego gatunku pochodzą z lat 1930-1933. Drzewostany występują np. w rejonie Manowa, Szczytna, Obrzycka, Rogowa.

## Morfologia

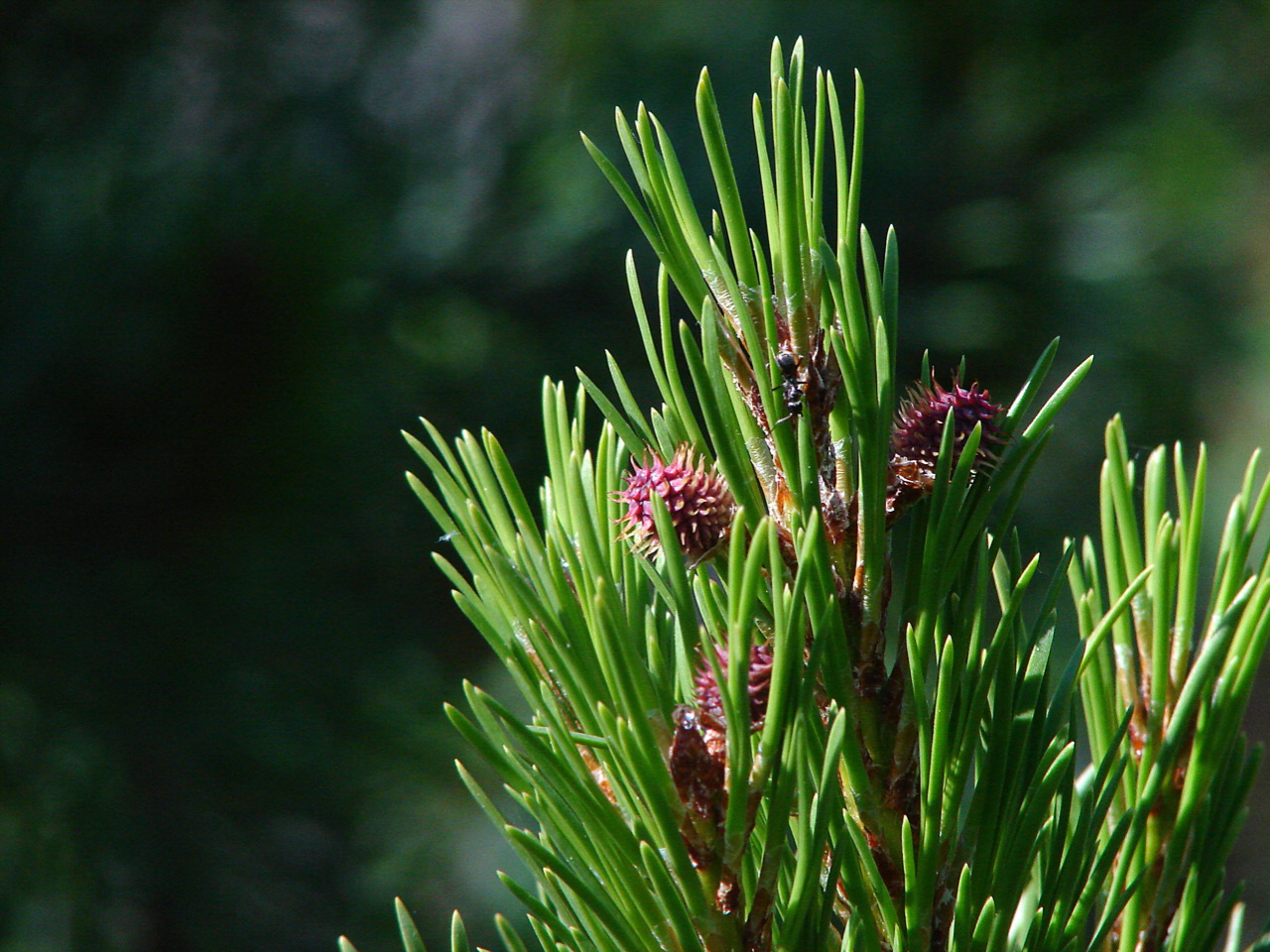
Młode igły i szyszki żeńskie subsp. latifolia

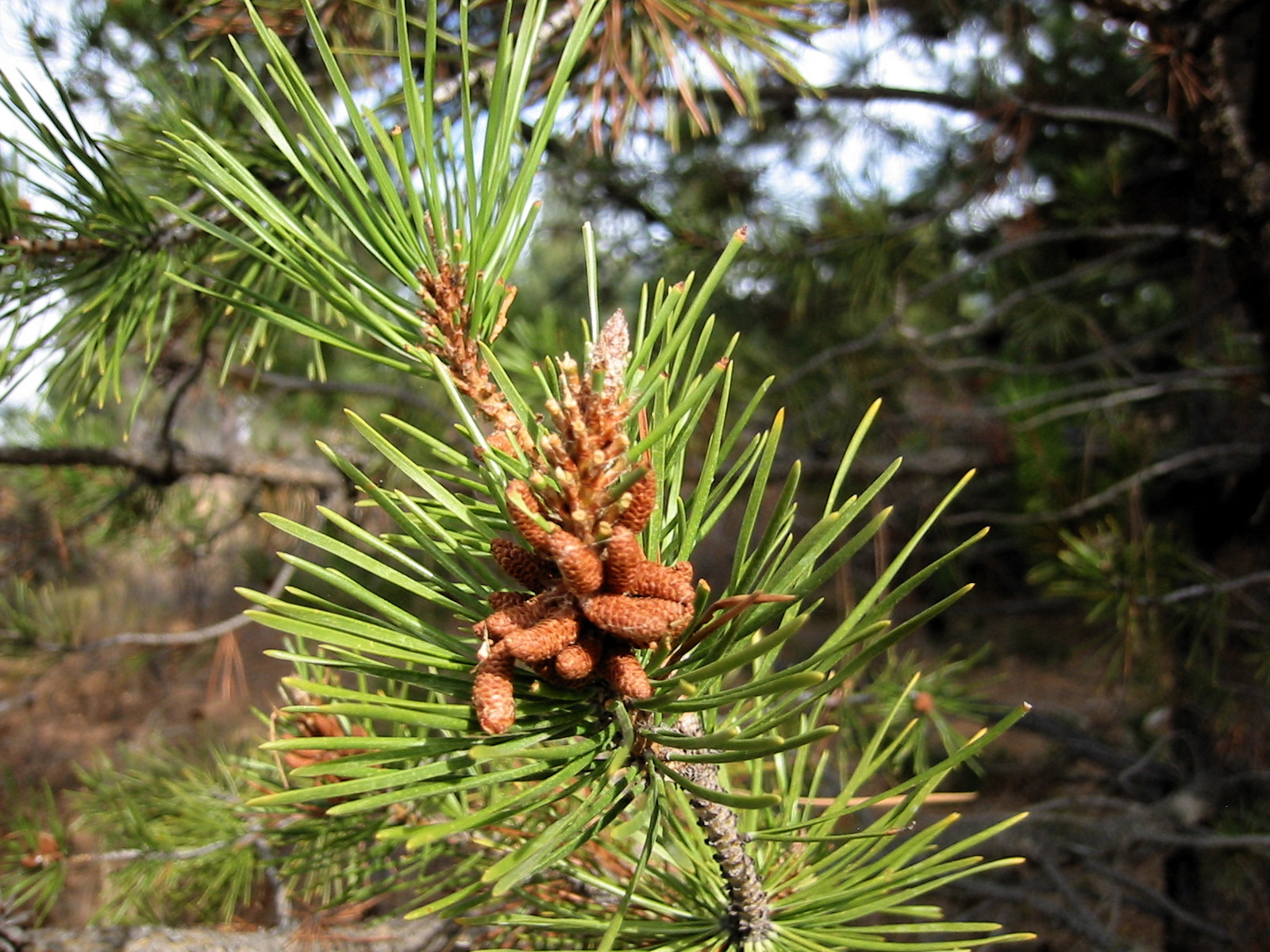
Szyszki męskie subsp. murrayana

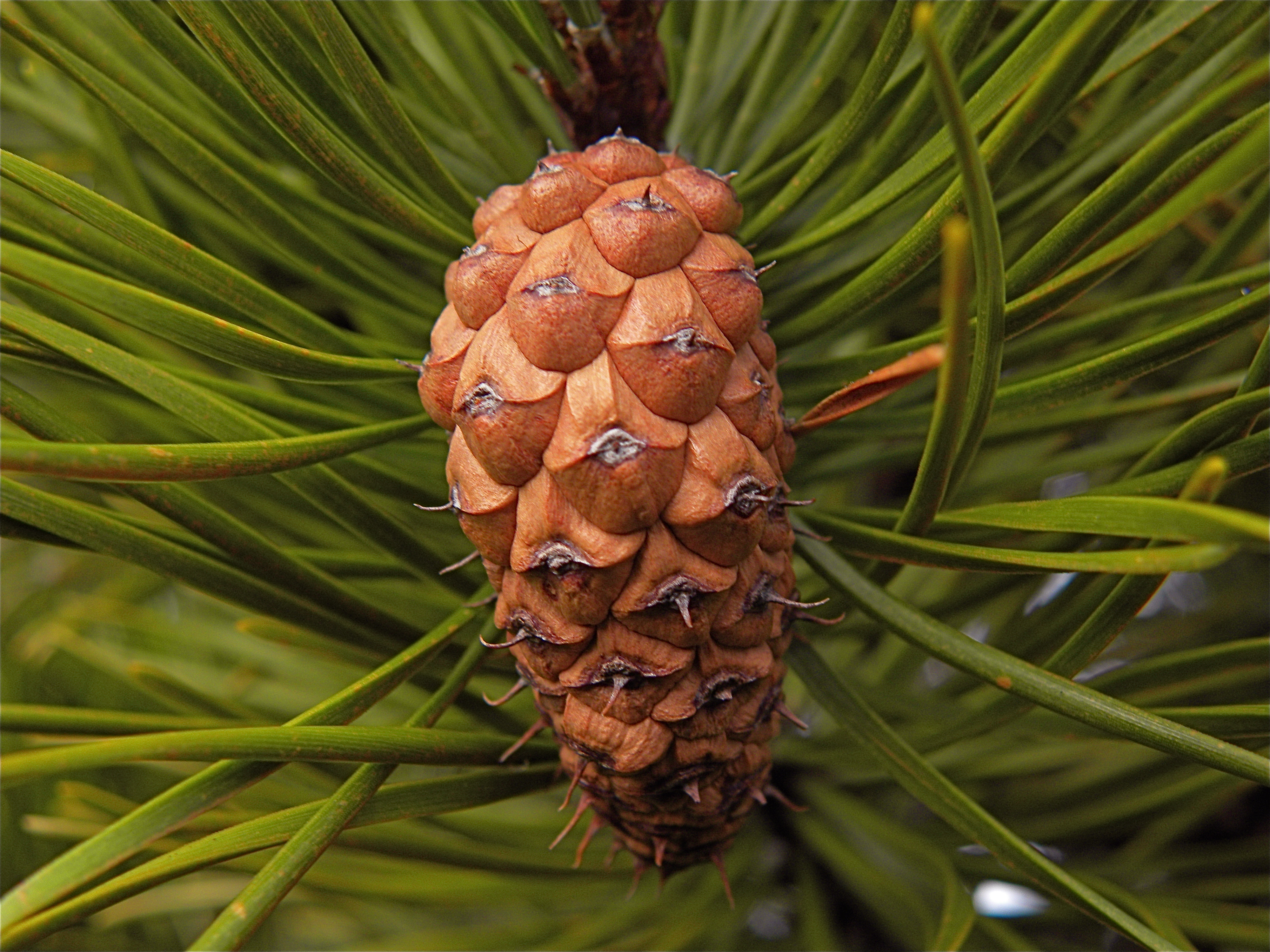
Igły i szyszka nasienna subsp. contorta

PokrójKrzaczasty do drzewiastego. Korona drzewa zróżnicowana, dolne gałęzie często opadające, górne rozpostarte lub wzniesione. Szczyt korony bywa spłaszczony lub zaostrzony.
Pień i gałęzieOsiąga wysokość 10–35(50) m i średnicę 0,9 m. Najniższe są okazy z podgatunku contorta, podczas gdy subsp. murrayana może osiągać wysokość nawet 50 m. Kora ciemna, brązowa do szaro- lub czerwono-brązowej o grubości zmiennej w zależności od wieku, od cienkiej i łuszczącej się niewielkimi płatami do grubej i głęboko spękanej. Początkowo spękania układają się we wzory kwadratowe, u starych drzew dominują spękania pionowe, między którymi znajdują się wąskie i krótkie płytki. Gałązki smukłe, w pierwszym roku zielonkawo-brązowe, w kolejnych pomarańczowo-brązowe do czerwono-brązowych, z wiekiem ciemniejące.
LiścieIgły zebrane w pęczki po 2, od żółtozielonych przez zielone, aż po odcienie ciemnozielone. Igły są grube, krótkie, długości (2)4–5(8) cm, nieznacznie spłaszczone i często skręcone. Brzegi igły drobno ząbkowane, wierzchołek tępy do zaostrzonego lub wąsko spiczasty. Pochewki liściowe trwałe, o rozmiarach 0,3–0,6(1) cm. Pąki wąsko- do szerokojajowatych, o długości 1,2 cm, lekko żywiczne. Rzędy aparatów szparkowych widoczne na wszystkich stronach liści.
SzyszkiSzyszki męskie pomarańczowo-czerwone, elipsoidalne do cylindrycznych, długości 5–15 mm. Dojrzałe szyszki żeńskie niesymetryczne, podłużne do jajowatych przed otwarciem, szerokojajowate do kulistych po otwarciu, długości (2)3–6(7,5) cm. Prawie siedzące lub osadzone na krótkiej szypułce o długości do 3 mm, rozpostarte lub odgięte ku nasadzie gałęzi. Łuski nasienne grube, z romboidalną, wydłużoną apofyzą, o centralnej piramidce zakończonej wydłużonym wyrostkiem lub smukłym kolcem o długości do 6 mm. Nasiona długości około 5 mm, czarne lub płowe do czerwonobrązowych z czarnymi cętkami, opatrzone kleszczowatym skrzydełkiem o długości 10–14 mm.
KorzenieSystem korzeniowy zróżnicowany zależnie od rodzaju podłoża, przeważnie dosyć płytki. Korzenie palowe i pionowe odnogi są powszechne, jednak gdy napotkają wodę lub twardy grunt, mogą obumrzeć, wygiąć się lub kontynuować wzrost w poziomie.
Gatunki podobneBlisko spokrewnioną sosnę Banksa (P. banksiana) można odróżnić od sosny wydmowej po szyszkach, które są odgięte w kierunku szczytu gałązki, a ich łuski zazwyczaj są pozbawione lub mają niewielki kolczasty wyrostek. Od innych sosen dwuigielnych gatunek wyróżnia się niewielkimi szyszkami z kolczastymi wyrostkami na łuskach nasiennych. Pędy podgatunku latifolia są bardzo podobne do sosny hakowatej – poza kolczastymi wyrostkami na szyszkach, różnią się mniej gęstymi koronami i ulistnieniem, bardziej zielonymi igłami i czerwono-brązową korą.

## Biologia

### Anatomia
Liczba kanałów żywicznych w igłach odmiany typowej wynosi zazwyczaj 2, zaś dla całego gatunku waha się od zera do siedmiu (kanały środkowe). Charakterystyczną cechą odmiany bolanderi są igły pozbawione kanałów żywicznych, rzadko posiadające pojedynczy kanał. W igle znajduje się od dwóch do pięciu wiązek przewodzących.
Drewno podgatunku typowego jest średniotwarde, dość ciężkie i żywiczne. U podgatunków górskich (latifolia i murrayana) drewno jest bardziej lekkie i miękkie, ma proste słoje. U wszystkich drewno bielaste jest niemal białe, a twardzielowe jasnożółte do żółto-brązowego.

### Rozwój
Gatunek jednopienny. Szyszki żeńskie rozwijają się na głównych pędach już w 3 roku życia, męskie rozwijają się na okazach 4- i 5-letnich. Szyszki męskie i żeńskie występują na tym samym drzewie, jednak w różnych jego częściach. Szyszki żeńskie dominują w górnej koronie, zaś męskie w dolnej. Zdarzają się też okazy z przewagą jednego rodzaju szyszek. Pylenie następuje na ogół od połowy maja do połowy czerwca. Dokładny termin jest zależny od wysokości, przeważnie tym późniejszy im wyżej położone stanowisko. Pyłek roznoszony jest przez wiatr (anemogamia).
Szyszki nasienne dojrzewają zazwyczaj w sierpniu, wrześniu lub październiku, po ponad roku (16–20 miesięcy) od zapylenia. Szyszki sosen z obszarów śródlądowych i wyżej położonych dojrzewają wcześniej niż sosen z wybrzeża i niższych stanowisk. Dojrzewając szyszki zmieniają zabarwienie na jasnobrązowe.
Igły pozostają na drzewie 3-8 lat.
Produkcja nasion

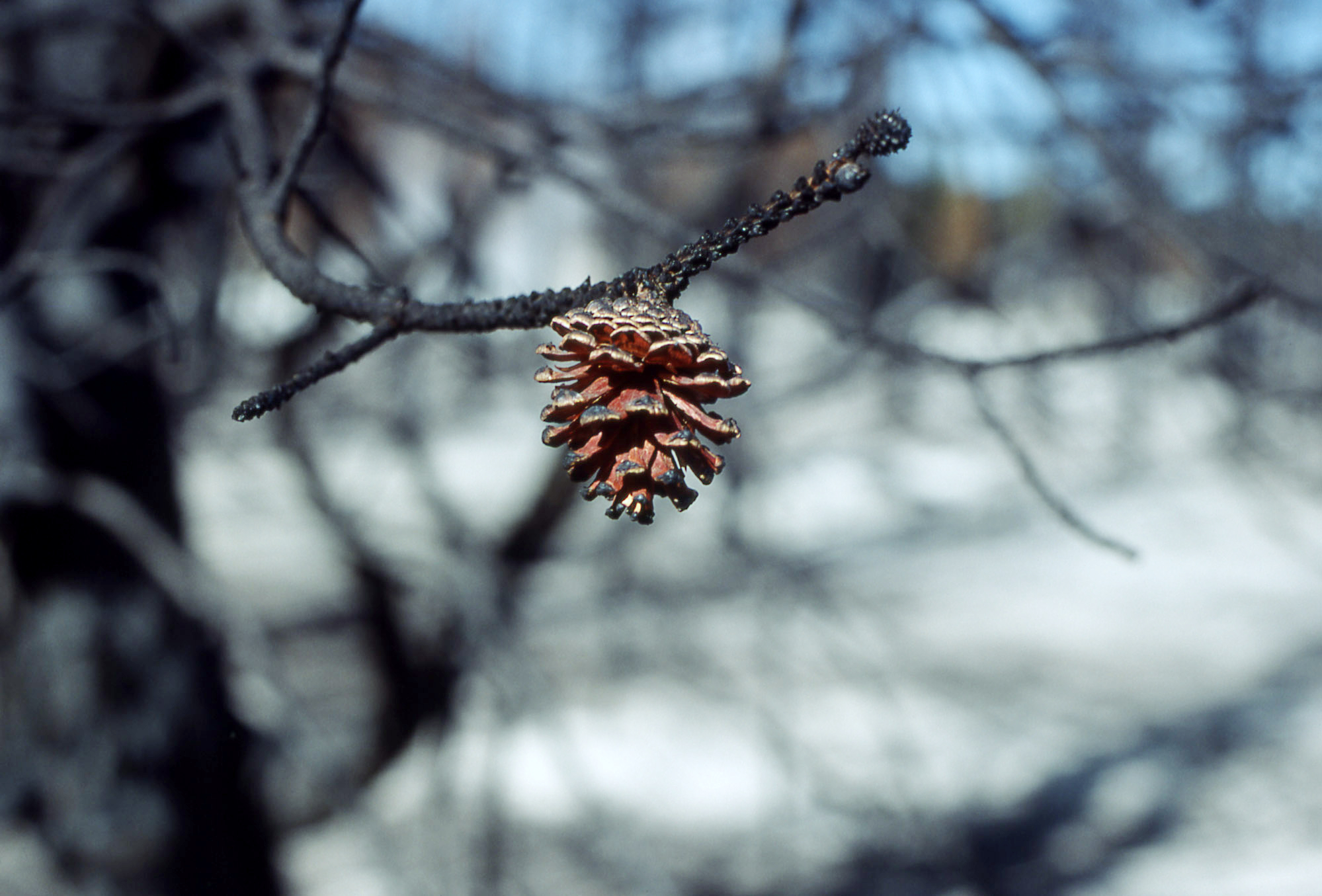
Szyszka otwarta pod wpływem wysokiej temperatury podczas pożaru lasu w Yellowstone, USA

Sosna wydmowa zaczyna produkować zdolne do kiełkowania nasiona jako młode drzewo, przeważnie w wieku 5–10 lat. Procent kiełkujących nasion jest taki sam jak u starszych drzew. Dobre plony występują z reguły w odstępie 1–3 lat. Pojedyncze drzewo może wyprodukować od kilkuset do kilku tysięcy szyszek. Roczna produkcja może wynieść od 173 tys. do 790 tys. nasion na hektar.

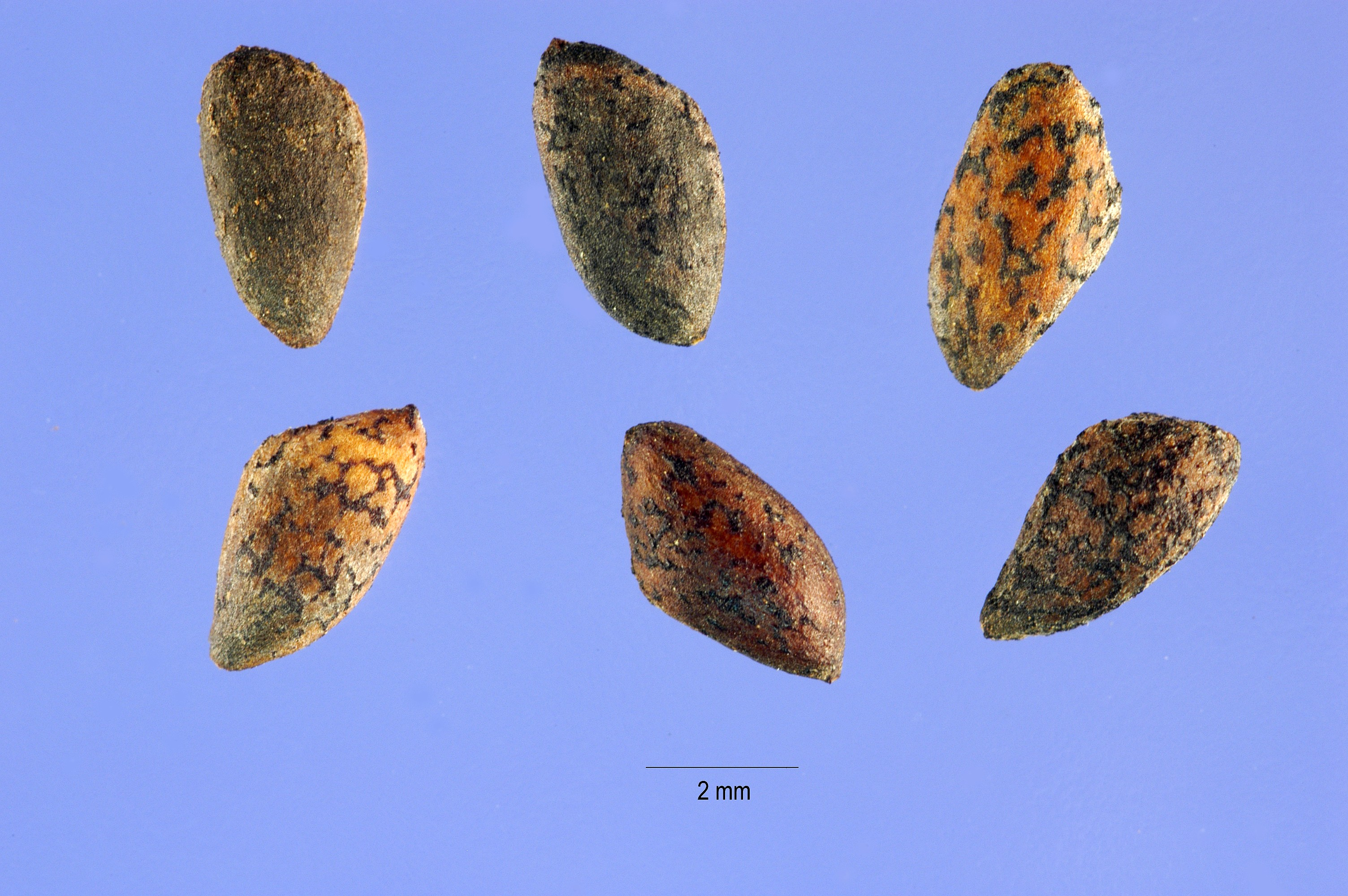
Nasiona

Szyszki u części drzew mogą pozostawać na drzewie zamknięte przez lata, utrzymując witalność nasion. Nie otwierają się zaraz po dojrzeniu, ponieważ ich łuski są spojone żywicą. Żywica puszcza w temperaturze 45–60 °C i łuski mogą się rozchylić (higroskopijnie). Może do tego dojść w czasie pożaru lasu, a także – gdy szyszki znajdują się blisko gruntu – pod wpływem normalnej letniej temperatury ziemi.
Szyszki otwierają się najintensywniej po ok. 10–20 sekundach działania płomieni, co w przybliżeniu odpowiada średniemu czasowi przejścia fali ognia przez warstwę koron w czasie pożaru.
Większość nasion dojrzałych szyszek (80-90%) uwalniana jest przed rozpoczęciem kolejnego sezonu wzrostu. Roczny wysyp nasion dla śródlądowych stanowisk, gdzie część szyszek pozostaje zamknięta, wynosi od 99 tys. do 222 tys. nasion na hektar. Na stanowiskach z przewagą szyszek otwierających się zaraz po dojrzeniu roczny wysyp waha się od około 35 tys. do ponad 1,2 mln nasion na hektar. Liczba w pełni wykształconych nasion w pojedynczej szyszce dla okazów w Górach Skalistych wynosi średnio 10–24, chociaż zakres waha się od 1–2 do 50 sztuk. Populacje w Sierra Nevada produkują od 5 do 37 nasion na szyszkę.
Sosna wydmowa ma dość ograniczony zakres rozsiewania, sięgający zwykle kilkudziesięciu metrów.
Nasiona sosny wydmowej są stosunkowo niewielkie jak na sosnę. Ważą od 2,3 mg (stanowiska śródlądowe w Kanadzie) do 11,4 mg (Sierra Nevada). Jeden kilogram liczy około 298 tys. nasion podgatunku contorta, 258 tys. nasion podgat. murrayana i 207 tys. podgatunku latifolia.
Sosna wydmowa jest uważana za gatunek o wyjątkowej odporności nasion na działanie ognia, choć jest on w stanie zniszczyć również część nasion ukrytych w tzw. szyszkach opóźnionych.
Kiełkowanie, siewki

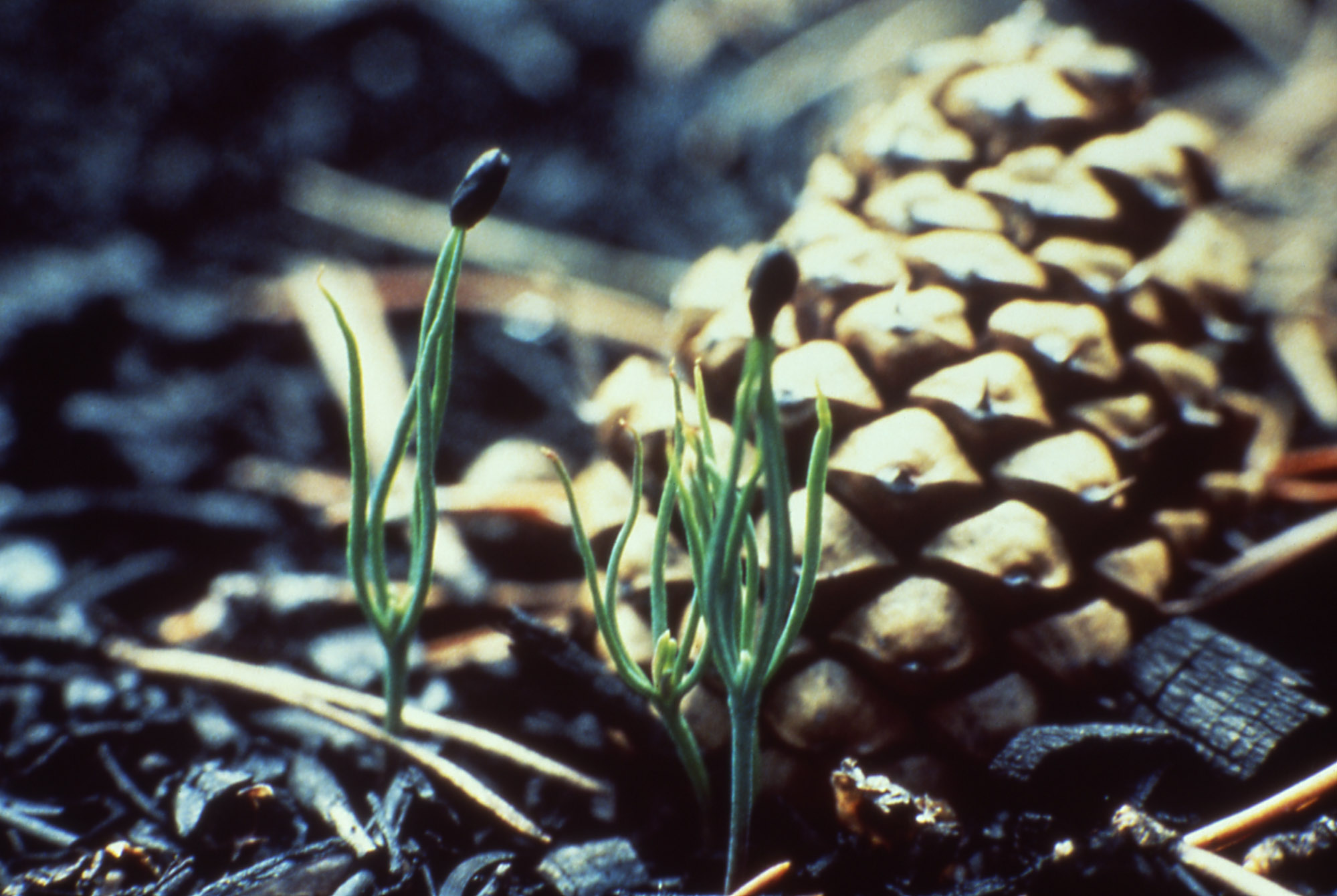
Siewki s. wydmowej w rok po pożarze lasu

Nasiona sosny wydmowej charakteryzuje kiełkowanie epigeiczne (liścienie wznoszą się nad powierzchnię ziemi). Kiełkowaniu sprzyjają temperatury od 8 °C do 26 °C, pełne nasłonecznienie stanowiska i podłoże w postaci nagiej gleby lub próchnicy, wolnej od konkurującej roślinności. Do wykiełkowania, i przez kilka tygodni po wykiełkowaniu, konieczne jest zapewnienie odpowiedniej wilgotności podłoża. Susza jest częstą przyczyną śmiertelności wśród jednorocznych siewek, ze względu na relatywnie płytki system korzeniowy.
Zacienienie i konkurencja roślinności działają hamująco na proces kiełkowania i obniżają przeżywalność siewek.
Częstym problemem podczas odnawiania stanowisk sosny wydmowej jest nadmierne zagęszczenie siewek. Prowadzi to do zahamowania wzrostu drzewek w młodym wieku. W wielu miejscach rosną dziesiątki tysięcy, a nawet setki tysięcy drzew na hektar, podczas gdy optymalnie powinno ich być nie więcej niż ok. 2000 sztuk (w wieku 5-20 lat).
Wzrost
Na wzrost, a tym samym na ilość produkowanego drewna silnie wpływa zagęszczenie i zwarcie stanowiska. Przyrosty roczne pędów osiągają około 90 cm, choć zdarzają się także przyrosty do 1,5 m. Pąki rozwijają się w marcu i pędy rosną do początków lipca. Pień początkowo nie przyrasta szybko na grubość, ale z czasem jego przyrosty są większe.
| Wiek [lata] | Gęstość [drzewa/ha] | Średnia wysokość [m] | Średnica [cm] | Ilość drewna [m³/ha] |
| ----------- | ------------------- | -------------------- | ------------- | -------------------- |
| 20          | 1240                | 5,5                  | 8,6           | 16,1                 |
| 20          | 19770               | 3,0                  | 4,1           | 28,0                 |
| 50          | 1180                | 12,5                 | 16,5          | 144,9                |
| 50          | 15200               | 9,1                  | 6,9           | 165,9                |
| 80          | 1030                | 18,0                 | 20,6          | 285,6                |
| 80          | 7500                | 14,6                 | 9,1           | 280,0                |
| 110         | 850                 | 22,3                 | 23,6          | 385,7                |
| 110         | 4600                | 18,9                 | 11,4          | 357,0                |
| 140         | 680                 | 25,3                 | 26,7          | 448,7                |
| 140         | 3070                | 22,3                 | 14,0          | 416,5                |

### Genetyka
Liczba chromosomów 2n wynosi 24.

## Systematyka i nomenklatura

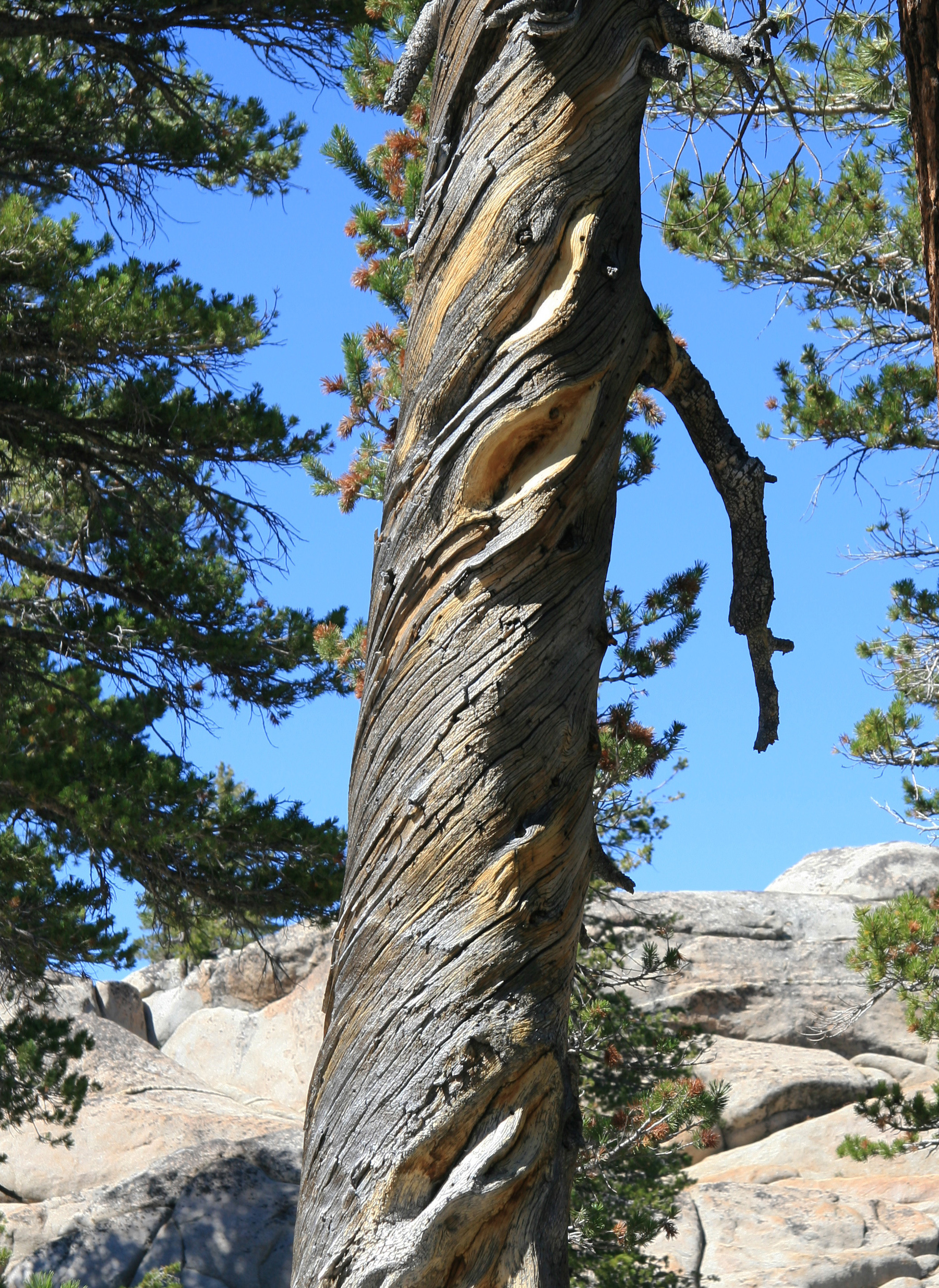
Skręcone włókna drewna s. wydmowej (Lake Lertoria)

### Nazwa naukowa
Sosna wydmowa została po raz pierwszy naukowo opisana i nazwana przez botanika Davida Douglasa w 1826 r. podczas jego podróży po zachodzie Ameryki Północnej. Jej opis opublikował John Claudius Loudon w Arboretum et Fruticetum Britannicum 4 w 1838 r..
Epitet gatunkowy contorta oznacza „wykrzywiony”, „skręcony”. Okazy znalezione przez Douglasa należały do podgatunku typowego contorta i rosły na odsłoniętych, skalistych stanowiskach w pobliżu ujścia rzeki Kolumbia. Wystawione na działanie silnych wiatrów i szkodliwy wpływ mgły solnej oraz rosnące na nieodpowiednim podłożu przybrały pokrzywione, skręcone kształty.
Wykształcanie tej formy wzrostu przypisuje się m.in. powstawaniu kumaryny w drzewach, których listowie jest uszkadzane przez wystawienie na działanie zasolonego powietrza lub wiatrów niosących kryształki lodu.
Okazy o skręconych pniach spotykane są także nad jeziorem Lake Lertoria na terenie Emigrant Wilderness w górach Sierra Nevada.

### Taksonomia
Pozycja gatunku w obrębie rodzaju Pinus:
- podrodzaj Pinus,
  - sekcja Trifoliae,
    - podsekcja Contortae,
      - gatunek P. contorta.

Gatunek o dużej zmienności, zróżnicował się ewolucyjnie na kilka geograficznych form. Populacje rosnące w odrębnych lokalizacjach wykazują różnice morfologiczne, chociaż z różnym nasileniem. Na zmienność może mieć wpływ kilka czynników: gatunek zajmuje trzy regiony geograficzne o odmiennych charakterystykach klimatycznych (wilgotność, temperatura); populacje w jednym z regionów są izolowane od reszty gatunku przez bariery geograficzne; zasięg gatunku obejmuje duży zakres szerokości geograficznej i wysokości n.p.m., a są to dwa czynniki które w znaczący sposób wpływają na lokalny klimat; w jednym z regionów gatunek występuje na sąsiadujących, ale niepodobnych typach gleby; w dwóch regionach powszechne były pożary lasów, przy czym różniły się co do intensywności i częstości występowania.

#### Podgatunki
Od momentu opisania gatunku jego systematyka była niestabilna. Autorzy klasyfikowali populacje występujące na wybrzeżu i wewnątrz lądu jako odrębne gatunki lub jako jeden gatunek, wyróżniając do pięciu taksonów wewnątrzgatunkowych w randze odmian i podgatunków. Sosna wydmowa klasyfikowana była jako Pinus virginiana (Hooker, 1840) i P. banksiana (Lindley & Gordon, 1850). Populacje z Sierra Nevada (tutaj ujęte jako P. contorta subsp. murrayana) odkryto dopiero w 1852 r. i opisano jako gatunek P. murrayana (Balfour, 1853), a następnie jako kolejne nowe gatunki: P. boursieri (Carriere, 1854) i P. tamrac (A. Murray, 1869). Populacje z hrabstwa Mendocino odkryte przez Bolandera dopiero w 1866 r. zaliczone zostały do gatunku P. muricata, a następnie opisane jako P. bolanderi (Parlatore, 1868) i P. contorta var. bolanderi (Lemmon, 1894). Część śródlądowych populacji zaliczono do nowego gatunku P. tenuis (Lemmon, 1898). Przez wiele kolejnych lat traktowano sosnę wydmową jako jeden gatunek, czasem wyróżniając odmianę śródlądową P. contorta var. latifolia. William Burke Critchfield określił pięć geograficznych ras, traktowanych w randze podgatunków.

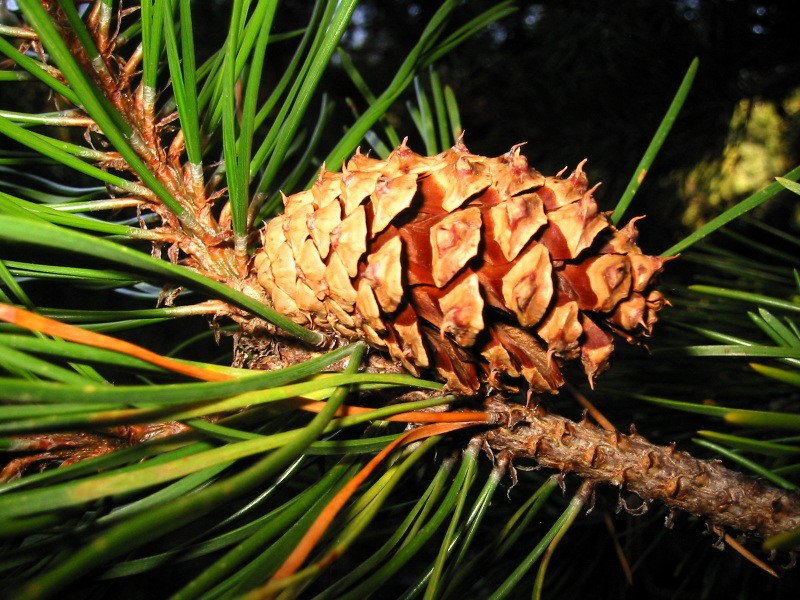
P. c. subsp. murrayana

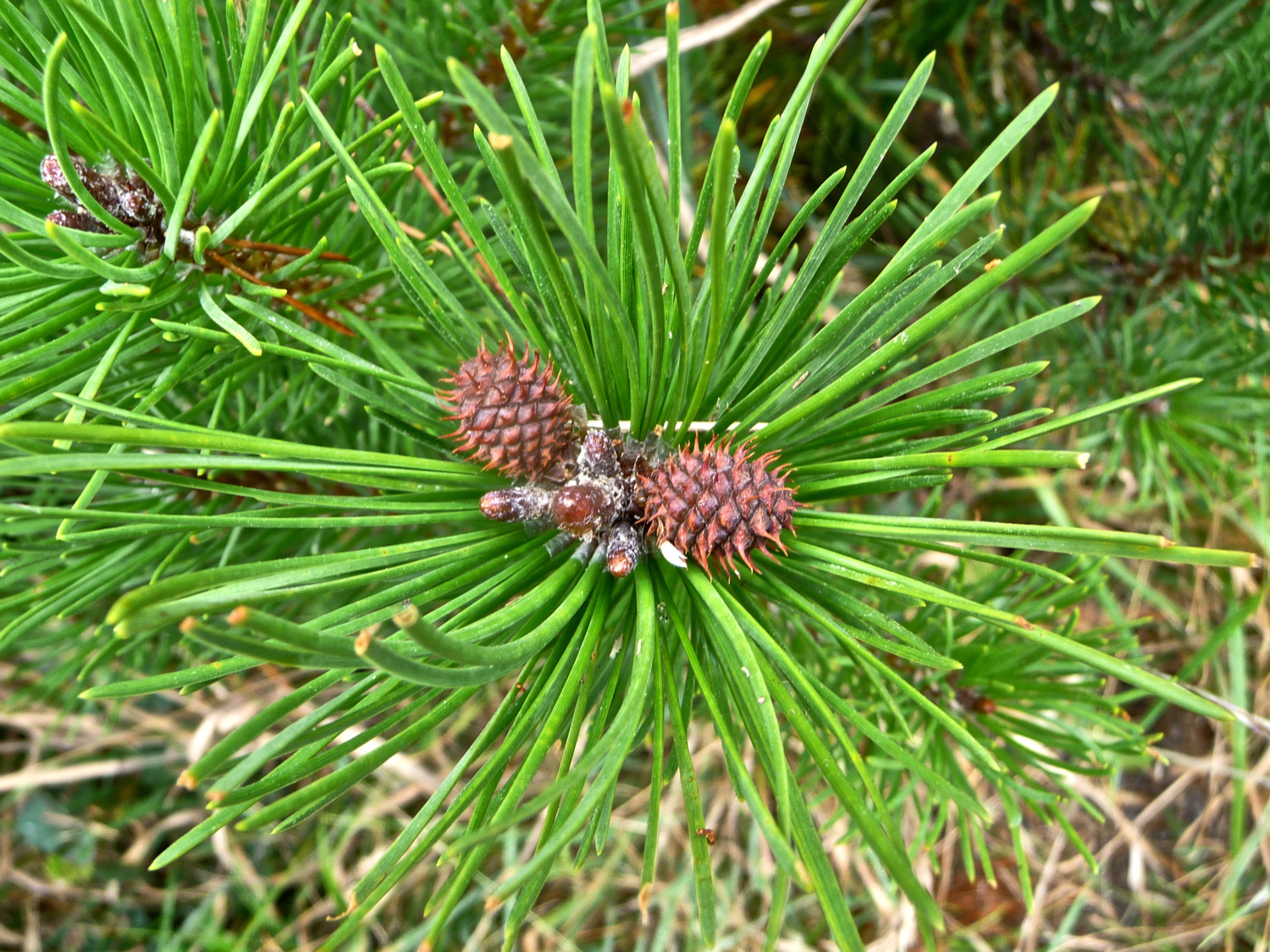
P. c. subsp. contorta var. bolanderi

Obecnie wyróżnia się trzy podgatunki i dwie odmiany wykazujące dziedziczność cech różnicujących i geograficzną jednolitość (czasem wszystkie klasyfikowane w randze podgatunków lub odmian):
- Pinus contorta subsp. contorta – podgatunek typowy;
  - Pinus contorta subsp. contorta var. contorta – odmiana typowa, wybrzeże Pacyfiku od Alaski do północnej Kalifornii;
  - Pinus contorta subsp. contorta var. bolanderi (Parl.) Koehne – endemit hrabstwa Mendocino, wybrzeże Kalifornii; takson czasem rozpoznawany w randze gatunku Pinus bolanderi Parl., podgatunku P. contorta subsp. bolanderi (Parl.) Critchfield lub traktowany jako synonim P. contorta var. contorta[6];
- Pinus contorta subsp. latifolia (Engelm.) Critchfield – Góry Skaliste i obszary podgórskie zachodnich stanów USA i Kanady;
- Pinus contorta subsp. murrayana (Balf.) Engelm. – sosna Murraya, przez niektórych autorów uznawana za osobny gatunek Pinus murrayana Balf., jedynie blisko spokrewniony z sosną wydmową. Góry Kaskadowe, Sierra Nevada, Kalifornia Dolna.

#### Klucz do oznaczania podgatunków
1. Igły o długości 2–7 cm i szerokości 0,7–0,9 (1,1) mm, ciemnozielone; kora dorosłych drzew wyraźnie spękana; szyszki nasienne silnie asymetryczne, silnie odgięte, pozostające na drzewie lub w różnym stopniu zamknięte (ożywiczone) – subsp. contorta.
1*. Igły o długości (4)5–8 cm i szerokości (0,7) 1–2 (3) mm, żółtozielone; kora dorosłych drzew niespękana; szyszki nasienne asymetryczne do prawie symetrycznych, odgięte do rozpostartych, w różnym stopniu zamknięte (ożywiczone) lub szybko otwierające się.
2. Szyszki nasienne asymetryczne, zwykle osadzone pod kątem ostrym, w różnym stopniu zamknięte (ożywiczone), długo pozostające na drzewie, środkowe i dolne apofyzy przeważnie silnie wypukłe; główne gałęzie przeważnie rozpostarte poziomo, o niewzniesionych końcach – subsp. latifolia.
2*. Szyszki nasienne prawie symetryczne, przeważnie rozpostarte prawie pod kątem prostym, nieożywiczone i opadające; środkowe i dolne apofyzy przeważnie słabo wypukłe; główne gałęzie wzniesione na końcach – subsp. murrayana.

#### Mieszańce
Sosna wydmowa jest blisko spokrewniona z sosną Banksa (Pinus banksiana). Zasięgi występowania tych dwóch sosen są komplementarne, zachodzą na siebie tylko w obrębie kanadyjskiej prowincji Alberta. Na tym obszarze powstają naturalne mieszańce Pinus contorta × P. banksiana.

## Paleobotanika
Istnieją różne hipotezy tłumaczące dotarcie sosny wydmowej do północno-zachodniej części Kanady. W okresie ostatniego zlodowacenia plejstocenu, zwanego w Ameryce Północnej zlodowaceniem Wisconsin, rolę refugium dla północnoamerykańskich sosen stanowiła południowa część kontynentu w rejonie Zatoki Meksykańskiej. Jedna z hipotez zakłada jednak, że sosna wydmowa mogła przetrwać okres zlodowacenia na niewielkich obszarach niepokrytych lodem na Alasce i na Jukonie. Przemawia za tym odrębność tutejszych populacji w stosunku do tych z terenów położonych na południu. Przeciwko tej hipotezie przemawia jednak brak śladów kopalnych długotrwałej obecności tego gatunku na północy. Zakłada się zatem, że sosna wydmowa z refugiów w południowej części kontynentu rozprzestrzeniała się w kierunku północnym wzdłuż wybrzeży pacyficznych w miarę zmian warunków klimatycznych. Około 7 tysięcy lat temu gatunek był obecny na wydmach nadbrzeżnych w południowym Oregonie. Od 4 do 1 tysiąca lat temu niewielkie populacje tego gatunku dotarły do obszarów położonych w północnej części współczesnego zasięgu.

## Zagrożenia i ochrona
Międzynarodowa organizacja IUCN umieściła ten gatunek w Czerwonej księdze gatunków zagrożonych, przyznając mu kategorię zagrożenia LC (Least Concern, niskie ryzyko wyginięcia).
Na powyższej liście, z wyższą kategorią zagrożenia NT (Near Threatened), znalazła się odmiana P. contorta subsp. contorta var. bolanderi ujęta w randze P. contorta Dougl. ex Loud. var. bolanderi (Parl.) Vasey.
W 2021 roku gatunek znajdował się w kolekcjach 287 ogrodów botanicznych, arboretów i banków nasion.

## Ekologia

### Siedlisko
Sosna wydmowa ze względu na rozległy zasięg i zróżnicowanie wewnątrzgatunkowe wykazuje zróżnicowane preferencje odnośnie do warunków glebowo-klimatycznych. Najniższe temperatury w obrębie zasięgu wahają się od 7 °C na wybrzeżu do –57 °C w północnych Górach Skalistych, zaś najwyższe temperatury wahają się od 27 °C wzdłuż wybrzeża i na wyższych stanowiskach śródlądowych do 38 °C na niższych stanowiskach. Drzewa tego gatunku lubią miejsca nasłonecznione o dużej wilgotności powietrza. Nie tolerują zacienienia. Preferują stanowiska na północnych i wschodnich zboczach. Mimo że sosny te rosną także w obszarach o krótkim okresie wegetacyjnym i w klimacie suchym, najsilniejszym wzrostem cechują się tam, gdzie opady roczne wynoszą co najmniej 530 mm.

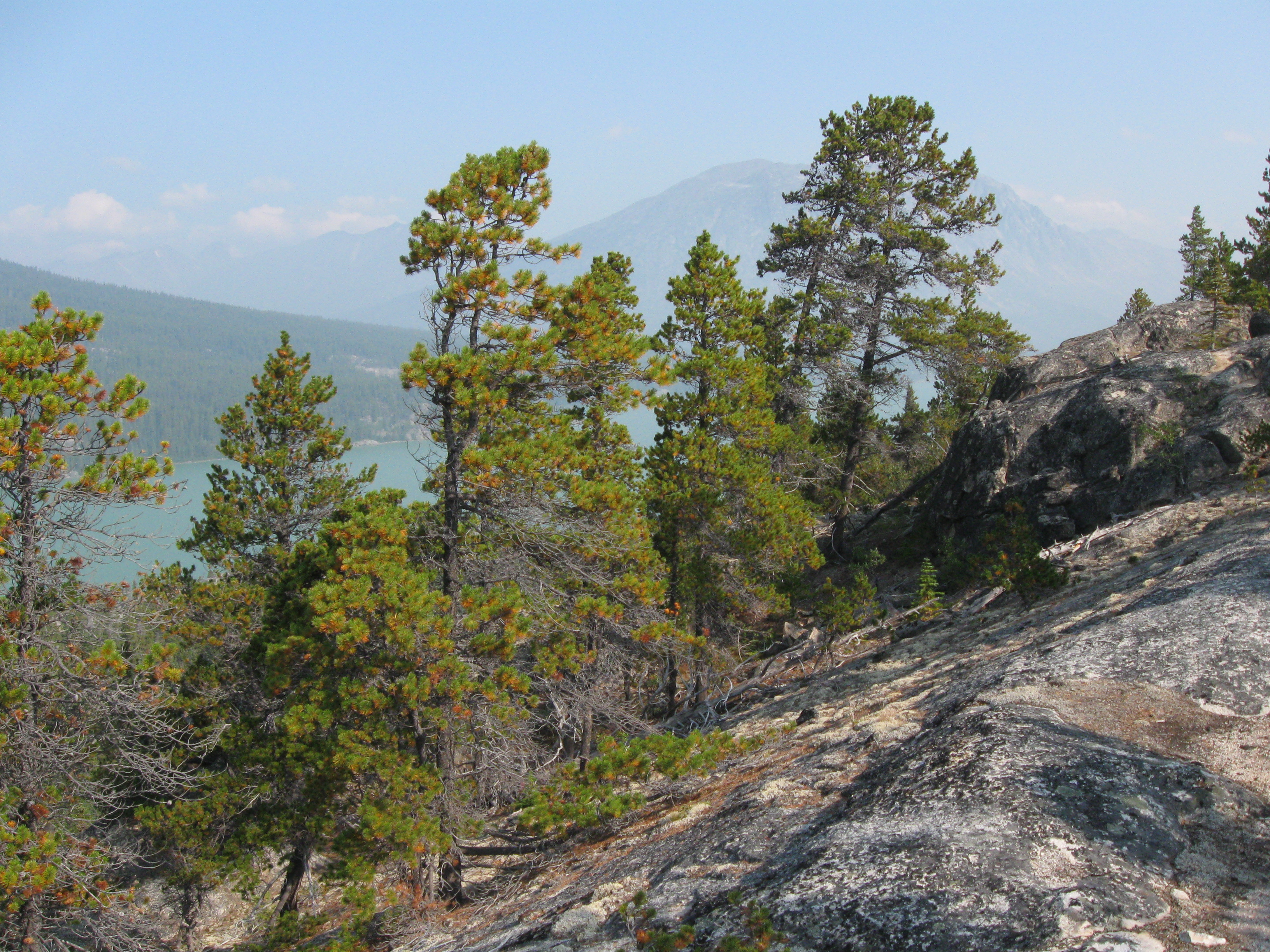
P. c. subsp. latifolia, Kolumbia Brytyjska, blisko północnej granicy zasięgu

Sosna wydmowa najlepiej rośnie na wilgotnych glebach powstałych na bazie granitu, łupków lub gruboziarnistych law. Rzadko spotykana na suchszych glebach pochodzenia wapiennego, chociaż w Kanadzie rozległe drzewostany występują na wapiennych glinach zwałowych (posiadają niezbędny poziom wilgotności). Duże stanowiska podgatunku latifolia występują na glebach klasyfikowanych przez Departament Rolnictwa USA jako Inceptisols (gleby słabe) lub Alfisols (gleby urodzajne). Podgatunek contorta jest często spotykany na glebach bagiennych (histosolach) w południowo-wschodniej Alasce, Kolumbii Brytyjskiej i zachodnim Waszyngtonie. Dalej na południe, na suchych, piaszczystych lub żwirowych obszarach wybrzeża, podgatunek ten rośnie na glebach typu Inceptisols, Alfisols oraz Ultisols.
Preferencje glebowe często lokalnie sprzyjają sośnie wydmowej przez to, że dane podłoże działa niekorzystnie na rozwój konkurencyjnych gatunków drzew. W Górach Kaskadowych w Waszyngtonie i Oregonie oraz w paśmie górskim Sierra Nevada w Kalifornii rośnie na wilgotnym podłożu i glebach słabo odwodnionych. W Sierra Nevada, wschodnim Oregonie i hrabstwie Mendocino występują gleby z warstwą rudawca, który utrudnia przesiąkanie wody i rozwój korzeni, co wyklucza drzewa z gatunków: sosna żółta, sekwoja wieczniezielona oraz z rodzaju daglezja, z korzyścią dla sosny wydmowej.
Sosna wydmowa tworzy zarówno rozległe lasy jednogatunkowe, jak i mieszane, wraz z wieloma zachodnimi gatunkami drzew iglastych (np. świerk biały, świerk Engelmanna, jodła górska, Pinus albicaulis, jodła wspaniała, sosna długowieczna). Ze względu na szeroki zakres tolerancji środowiskowej (prawdopodobnie najszerszy wśród gatunków iglastych w Ameryce Północnej) występuje w powiązaniu z wieloma gatunkami roślin. Szeroka tolerancja sprawia, że w zachodniej części Gór Skalistych pojawia się stosunkowo nisko ponad dolną (ponadstepową) granicą lasu (po sośnie żółtej, jedlicy zielonej i modrzewiu zachodnim), czyli na siedliskach stosunkowo ciepłych i suchych, a znika stosunkowo blisko górnej granicy lasu (przed świerkiem Engelmana, jodłą górską, choiną Tsuga mertensiana i sosną Pinus albicaulis), czyli w warunkach chłodnych i wilgotnych. Jednocześnie kilka kolejnych gatunków ma zakres mieszczący się pomiędzy jej wartościami skrajnymi, co sprawia, że jej zakres przynajmniej częściowo pokrywa się z niemal wszystkimi gatunkami drzew w tych lasach.

### Interakcje międzygatunkowe

#### Sukcesja
Rola sukcesyjna sosny wydmowej zależy od warunków środowiskowych i stopnia nasilenia konkurencji ze strony współwystępujących gatunków roślin. Gatunek ten spotykany jest w różnych stadiach seralnych. Na ciepłych i wilgotnych siedliskach jest zastępowany przez gatunki towarzyszące, lepiej tolerujące zacienienie (w ciągu 50-200 lat). W chłodnym i suchym środowisku jest przejściowo gatunkiem dominującym, wolniej wypieranym przez gatunki lepiej tolerujące zacienienie (w ciągu 100-200 lat). Na chłodnych i suchych stanowiskach jest również często trwały, w niewielkim stopniu zastępowany przez cieniolubne gatunki, a na stosunkowo dużych wysokościach i słabszych stanowiskach może osiągnąć stadium klimaksu.
Na zdolności sukcesyjne sosny wydmowej na danym obszarze wpływa także częstotliwość występowania pożarów, które mogą wyeliminować inne gatunki jako źródło nasion. Na korzyść sosny wydmowej działa wówczas jej przystosowanie do pożarów lasu. Kora tej sosny jest dość cienka, co minimalizuje ochronę drzewa przed działaniem ognia. W zbitych drzewostanach część okazów obumiera i często przewraca się, stanowiąc suche paliwo przyspieszające pożar i przenoszące ogień na korony drzew. Wówczas ogień rozprzestrzenia się przeskakując z drzewa na drzewo i staje się w zasadzie nie do powstrzymania. Ożywiczone szyszki otwierają się pod wpływem wysokiej temperatury i uwalniają nasiona, by kolejne pokolenie drzew mogło wyrosnąć na pogorzelisku. Gatunek jest silnie zależny od tego sposobu odnawiania stanowisk. Przewaga sosny wydmowej w takich warunkach bierze się również z ognioodporności nasion, które są w stanie przetrwać na pogorzelisku, podczas gdy nasiona innych gatunków muszą być na nie przytransportowane.
Innym przystosowaniem pozwalającym wykluczać konkurencyjne gatunki jest tolerancja nasion sosny wydmowej na niskie temperatury podczas kiełkowania, co ma miejsce na wyżej położonych stanowiskach (pow. 1600 m n.p.m.) w środkowym Oregonie.
Sosna wydmowa jest uznawana w Nowej Zelandii za gatunek inwazyjny zagrażający rodzimym gatunkom. Umieszczona została na liście „National Pest Plant Accord” i zakazano jej sprzedaży oraz uprawy.

#### Mikoryza
Sosna wydmowa wchodzi w związek mikoryzowy z maślakiem z gatunku Suillus tomentosus (Kauffman) Singer. Grzyb ten wytwarza wyspecjalizowane struktury, które łączą się z korzeniami podgatunku Pinus contorta subsp. latifolia. W strzępkach grzybni żyją bakterie wiążące azot, co pozwala sosnom na zasiedlanie stanowisk ubogich w ten pierwiastek.

#### Rośliny pasożytnicze
Sosna wydmowa jest gospodarzem 7 roślin pasożytniczych z rodzaju Arceuthobium, z czego dwóch żywicielem głównym. Są to pasożyty obligatoryjne pędowe sosny zdolne do fotosyntezy, jednak po początkowym okresie wzrostu minimalizują jej przeprowadzanie i pobierają większość pożywienia z drzewa-żywiciela.

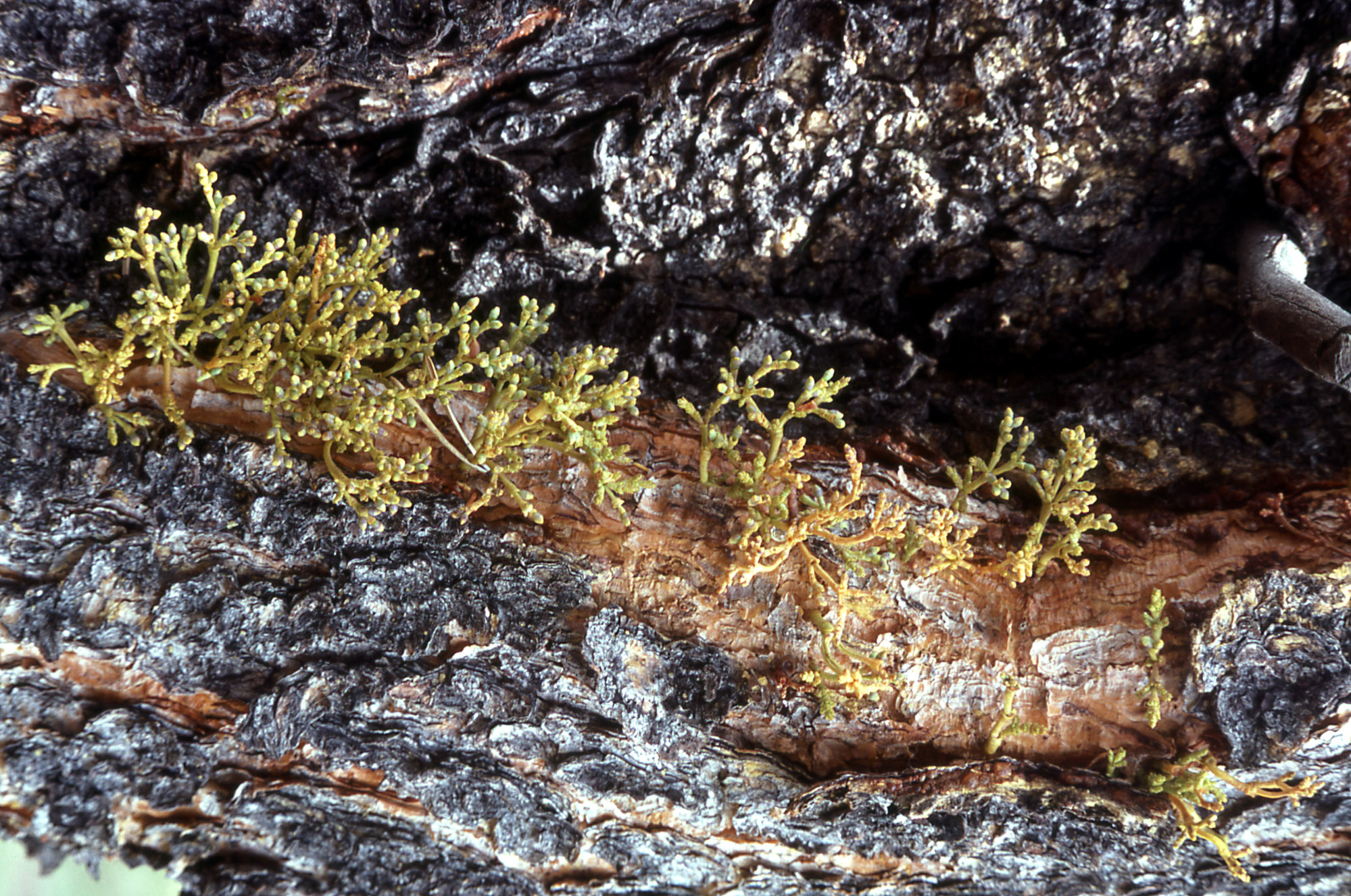
Arceuthobium americanum

Arceuthobium americanum jest najgroźniejszym i najbardziej rozpowszechnionym pasożytem sosny wydmowej. Na wybrzeżu Pacyfiku pojawia się w obrębie Gór Kaskadowych i Sierra Nevada. A. americanum rośnie na podgatunku murrayana na obszarze Kalifornii i Oregonu oraz podgatunku latifolia w Oregonie i Waszyngtonie. Jak dotąd nie stwierdzono A. americanum na odmianach podgatunku typowego. Blisko 30% populacji sosny wydmowej w Kalifornii jest zainfekowane przez tego pasożyta. Powoduje zahamowanie wzrostu i może doprowadzić do śmierci drzewa. Kleiste nasiona są wyrzucane na odległość do 9 m i przyklejają się do liści i gałęzi potencjalnego gospodarza. Tempo rozprzestrzeniania się w młodych drzewostanach wynosi około 30–50 cm na rok, najszybciej na stanowiskach o dużym zagęszczeniu.
Arceuthobium americanum zasiedla także mieszańce sosny wydmowej z sosną Banksa Pinus contorta × P. banksiana występujące w środkowej części kanadyjskiej prowincji Alberty.
Odmiana typowa subsp. contorta var. contorta jest głównym żywicielem A. tsugense subsp. tsugense, podgatunek latifolia jego sporadycznym żywicielem, podczas gdy podgatunek murrayana jest na niego odporny.
Poszczególne podgatunki sosny wydmowej są zasiedlane przez następujących przedstawicieli rodzaju Arceuthobium:
- P. c. subsp. contorta var. contorta – A. tsugense subsp. tsugense (żywiciel główny), A. siskiyouense (rzadko);
- P. c. subsp. contorta var. bolanderi – A. littorum (sporadycznie);
- P. c. subsp. latifolia – A. americanum (żywiciel główny), A. laricis (żywiciel pomocniczy), A. campylopodum (sporadycznie), A. tsugense subsp. tsugense (sporadycznie), A. vaginatum subsp. cryptopodum (sporadycznie), A. cyanocarpum (rzadko), A. tsugense subsp. mertensianae (rzadko);
- P. c. subsp. murrayana – A. americanum (żywiciel główny), A. campylopodum (sporadycznie), A. abietinum f. sp. concoloris (rzadko).

Pary roślin pasożytniczych: Arceuthobium americanum i A. campylopodum, A. americanum i A. laricis oraz A. americanum i A. vaginatum subsp. cryptopodum mogą występować równocześnie na tym samym drzewie żywicielskim.

#### Roślinożercy
Ze względu na dużą zawartość terpenów i innych substancji, tkanki sosny wydmowej są uważane za praktycznie niejadalne dla ssaków. Wapiti zjadają jej igły i pączki w ostateczności. Odmiennie jest w przypadku pożaru, gdyż nadpalona i zwęglona kora jest przez te ssaki zjadana chętnie, nawet w obecności innego pokarmu roślinnego. Pożar, dzięki otwieraniu zasklepionych szyszek, również zwiększa dostępność nasion dla ziarnojadów.
Gryzonie zjadają nasiona odmiany contorta, a jeżozwierze żywią się kambium. Nasiona podgatunku latifolia są przez cały rok ważnym źródłem pożywienia dla krzyżodzioba świerkowego, zjadają je także ptaki z rodzaju Dendragapus i borowiak kanadyjski. Późnym latem i jesienią nabierają znaczenia dla małych ssaków, szczególnie wiewiórek.
W czasie zimy borowiak kanadyjski żywi się także igłami podgatunku murrayana.
Siewki i młode drzewka podgatunku latifolia, uprawiane na plantacjach w Szwecji, są często uszkadzane przez żerujące gryzonie z podrodziny nornikowatych (szczególnie nornik bury), znacząco częściej niż rodzima sosna zwyczajna.

## Szkodniki i choroby

### Szkodniki
W obszarze naturalnego zasięgu do najistotniejszych szkodników należą:
- Dendroctonus ponderosae – największy szkodnik sosny wydmowej, chrząszcz z rodziny ryjkowcowatych; owad atakuje drzewa w lipcu lub sierpniu[45], zazwyczaj dorosłe okazy, które wykształciły korę o grubości odpowiedniej do bytowania larw; chrząszcz ten żyje w relacji z grzybem Grosmannia clavigera (workowce), którego przenosi na swoim ciele i infekuje drzewa podczas składania jaj; grzyb sprawia, że drzewo przestaje wytwarzać żywicę w celu zabicia lub pozbycia się chrząszcza; larwy żerują w łyku i razem z rozrastającym się grzybem najczęściej doprowadzają do śmierci drzewa; larwy zimują w drzewie, przeobrażają się i wychodzą na wiosnę w dorosłej postaci[45]; obydwa gatunki stanowią istotne zagrożenie dla sosen wydmowych w lasach sosnowych na zachodzie Ameryki Północnej[46]; chrząszcz wpływa przy tym na dynamikę populacji sosny wydmowej; uśmiercane przez niego drzewa stwarzają dogodne warunki dla rozprzestrzeniania się ognia, co sprzyja sukcesji tej sosny na obszarze objętym pożarem, kosztem innych gatunków[45];
- Ips pini – gatunek chrząszcza z rodziny kornikowatych; atakuje drzewa o małej średnicy pnia, słabsze okazy, drzewa na terenie wyrębów i wiatrołomy; sprzyja mu zacienienie i duża wilgotność; większość życia spędza żerując pod korą; kolor igieł zaatakowanego drzewa zmienia się początkowo na żółty, potem rudobrązowy[47];
- Pissodes terminalis Hopping – gatunek chrząszcza z rodzaju smolik (Pissoides) z rodziny ryjkowcowatych; larwy żerują w tegorocznych pędach[45].
- Hylobius warreni Wood – chrząszcz z rodziny ryjkowcowatych, larwy żerują w korzeniach drzewa[45].;
- Magdalis gentilis LeConte – dorosłe osobniki tego chrząszcza żerują na tegorocznych pędach; podczas żerowania nakłuwają igły, co może prowadzić do ich obumierania i brązowienia, powodując defoliację pędu[48]; larwy tego chrząszcza żerują pod korą młodych, uszkodzonych lub obumarłych pędów i gałązek[45];
- Dioryctria cambiicola – gatunek motyla z rodziny omacnicowatych (Pyralidae). Larwy żerują w kambium pod korą, sporadycznie w gałązkach, pąkach i podstawach szyszek;
- Chionaspis pinifoliae, Nuculaspis californica – owady ssące, żerujące na igłach, często występują razem; jeśli szkodników jest dużo powodują opadanie starszych igieł, zahamowanie wzrostu nowych igieł i pędów oraz zamieranie gałęzi[49];
- Oligonychus ununguis – przędziorek sosnowiec, gatunek roztocza z rodziny przędziorkowatych;
- Coleotechnites milleri – larwy tego motyla żerują na igłach[45]; jeden z groźniejszych szkodników sosny wydmowej powodujący defoliację.
- Neodiprion burkei – owad z rodziny pilarzowatych, żerujący na igłach[45];
- Choristoneura lambertiana – motyl z rodziny zwójkowatych, żeruje na młodych igłach[45] (Kalifornia, Oregon);
- Coloradia pandora – motyl z rodziny pawicowatych, larwy żerują na młodych igłach[45];
- Argyrotaenia pinatubana – motyl z rodziny zwójkowatych żerujący na igłach, przeważnie jednak na sośnie wejmutce[45].

W Europie podstawowymi szkodnikami sosny wydmowej są: zwójka sosnówka (Evetria buoliana) i szeliniak (Hylobius abietis), powodujące większe szkody niż w przypadku sosny pospolitej. Poza tym w podobnym stopniu straty powodują takie gatunki jak: borecznik sosnowiec (Diprion pini), Evetria resinella, Lymantria monacha i Brachyderes incanus.

### Choroby
Sosna wydmowa jest atakowana przez wiele grzybowych patogenów. Doprowadzają do zahamowania wzrostu, znacznych zniekształceń i czasami do obumarcia drzewa.
- Atropellis pinicola – gatunek grzyba z rodziny Dermateaceae, który powoduje rakowatość pnia (ang. Atropellis Canker). Choroba o niskiej szkodliwości, rzadko zabija lub czyni większe szkody zdrowym drzewom[51].
- Atropellis piniphila – gatunek grzyba z rodziny Dermateaceae, powoduje raka pnia i gałęzi (ang. Atropellis Canker). Patogen atakuje tylko sosnę wydmową. Najczęściej infekuje okazy rosnące na chłodnych i wilgotnych stanowiskach[51]. W wielu przypadkach doprowadza do zahamowania wzrostu i obumarcia drzewa[50].
- Coleosporium asterum (C. solidaginis) – gatunek grzyba rdzawnikowego, który u sosny wydmowej wywołuje rdzę (ang. Aster Rust), najczęściej igieł, chociaż atakuje ją sporadycznie[52].
- Cronartium comandrae – grzyb z rodziny Cronartiaceae, wywołuje rdzę (ang. Comandra Blister Rust) oraz powoduje raka pnia i gałęzi[53]. W wielu przypadkach doprowadza do zahamowania wzrostu i obumarcia drzewa[50].
- Cronartium comptoniae – grzyb z rodziny Cronartiaceae, wywołuje rdzę (ang. Sweetfern Rust) oraz powoduje raka pnia i gałęzi. Rak deformuje i czasem doprowadza do śmierci drzewa. Młode okazy są częściej atakowane niż starsze.[52].
- Cyclaneusma niveum – gatunek grzyba z klasy patyczniaków, powoduje chorobę igieł, może prowadzić do częściowej defoliacji. Infekuje młode igły, owocniki pojawiają się na wszystkich stronach liścia po około roku od zainfekowania[54].
- Davisomycella medusa – gatunek grzyba z rodziny Rhytismataceae, wywołuje zarazę igieł (ang. Medusa Needle Blight). Choroba może prowadzić do zahamowania wzrostu[54].
- Davisomycella montana – gatunek grzyba z rodziny Rhytismataceae, wywołuje chorobę igieł (ang. Lodgepole Pine Needle Cast)[54].
- Lophodermella cerina – grzyb z rodziny Rhytismataceae, powodujący zarazę igieł sosny wydmowej w Kalifornii[55].
- Ophiostoma wageneri – gatunek grzyba z rodziny Ophiostomataceae powodujący chorobę korzeni (ang. Black Stain Root Disease), chociaż sosnę wydmową atakuje sporadycznie[56].
- Perenniporia subacida – gatunek grzyba z rodziny żagwiowatych, powoduje białą zgniliznę drewna (ang. white root of wood)[57].
- Peridermium harknessii – grzyb z rzędu rdzowców, wywołuje rdzę (ang. Western Gall Rust), która niszczy siewki i sadzonki[50], powoduje powstawanie galasów na gałęziach i raka pnia, który deformuje drzewo i zwiększa zagrożenie wiatrołomem[53].
- Peridermium stalactiforme – grzyb z rzędu rdzowców, wywołuje chorobę, która powoduje powstawanie zrakowaceń na pniu (ang. Stalactiform Rust)[58].

W Europie sosna ta jest poważnie uszkadzana przez opieńkę miodową (Armillaria mellea), w odróżnieniu od sosny zwyczajnej znikome szkody powoduje korzeniowiec wieloletni (Heterobasidion annosus) i osutka sosnowa (Lophodermium pinastri).
Crumenulopsis sororia jest kolejnym patogenem atakującym sosnę wydmową w Europie. Grzyb ten powoduje powstawanie raków drzewnych na gałęziach. W Szkocji w latach 60. XX w. stanowiska tej sosny były zainfekowane w 33–88%.

## Zastosowanie

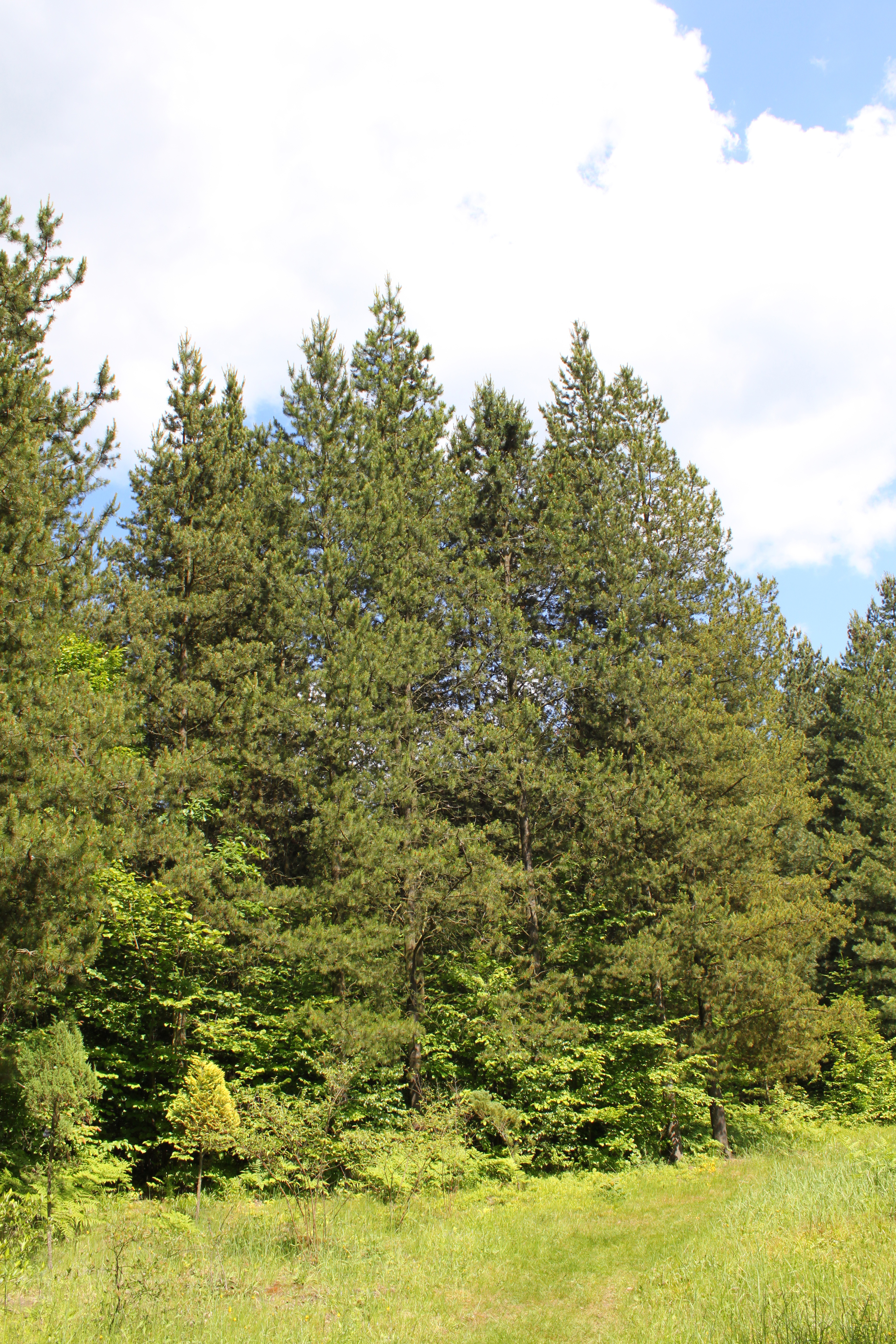
Sosny wydmowe w Arboretum w Rogowie

Gatunek (zwłaszcza podgatunek latifolia) wykorzystywany jest przede wszystkim jako surowiec do produkcji papieru, w Ameryce Północnej drewno wykorzystywane jest jako lekki materiał budowlany. Podgatunek typowy jest wykorzystywany w ograniczonym zakresie, głównie jako źródło drewna opałowego. Poza celami produkcyjnymi sosna ta bywa w ograniczonym stopniu wykorzystywana do nasadzeń ozdobnych, częściej do zalesiania nieużytków i gruntów zdegradowanych.

### Surowiec drzewny
Drewno sosny wydmowej wykorzystywane jest w Ameryce Północnej do lekkich prac konstrukcyjnych, produkcji boazerii, słupków, podkładów kolejowych i pulpy drzewnej.
Podgatunek latifolia (nazwany w języku angielskim Lodgepole pine) wykorzystywany był przez rdzennych Amerykanów jako surowiec do budowy tipi, ceniony za proste, długie i lekkie pnie.
W Albercie sosna wydmowa stanowi główny surowiec dla przemysłu drzewnego. Na przełomie XIX i XX w. z pni tego drzewa wytwarzano podkłady kolejowe do budowy Kolei Transkanadyjskiej.
W Europie sosna wydmowa zyskała na popularności w 1928 roku, po publikacji przedstawiającej wartość drewna tego gatunku z upraw w Finlandii. Zakładano plantacje tego gatunku głównie do produkcji surowca dla przemysłu papierniczego, zwłaszcza w krajach skandynawskich, w Niemczech i Wielkiej Brytanii. W latach 60. XX w. do Szwecji został introdukowany podgatunek latifolia jako źródło drewna, ceniony ze względu na szybki wzrost – dwukrotnie szybszy niż rodzimych gatunków. W latach 80. XX w. Szwecja była trzecim krajem, po USA i Kanadzie, posiadającym największe obszary zalesione sosną wydmową (200 tys. ha). Plantacje zajmowały przeważnie stanowiska pośrednie lub zbyt ubogie dla rodzimej sosny zwyczajnej.

### Drzewo ozdobne
Ze względu na zachowywanie przez długi czas suchych gałęzi, sosna wydmowa nie wygląda zbyt atrakcyjnie i nie jest polecana do nasadzeń ozdobnych na terenach zieleni. Wyselekcjonowano jednak kilka odmian ogrodniczych tego gatunku, które sadzone są w parkach i ogrodach. Niektóre nadają się do uprawy w pojemnikach i formowania drzewek bonsai.
Wybrane kultywary:
- 'Spaan’s Dwarf' (P. c. subsp. contorta var. contorta) – odmiana karłowata o krótkich, ciemnozielonych igłach (większość długości ok. 1 cm, część normalnej długości), w ciągu 10 lat dorasta do 90 cm wysokości i 1,2 m szerokości; preferuje stanowiska słoneczne. Nadaje się do uprawy w pojemniku, ogrodzie skalnym lub na naturalne bonsai[63];
- 'Chief Joseph' (P. c. subsp. latifolia) – odmiana pół-karłowata, rośnie ok. 10–20 cm rocznie, igły zimą żółte, latem zielone; preferuje stanowiska słoneczne[64].
- 'Taylor’s Sunburst' (P. c. subsp. latifolia) – odmiana wolno rosnąca, przyrost roczny ok. 15–30 cm.; wiosenne pędy z igłami o żółtym zabarwieniu, które zielenieją po kilku tygodniach.

## Obecność w symbolice
Od 1984 roku sosna wydmowa (Pinus contorta subsp. latifolia) jest oficjalnym symbolem kanadyjskiej prowincji Alberta.